# Generation Praktikum
Generation Praktikum (oder Generation Prekär) steht seit den 1990er Jahren für ein von vielen als negativ empfundenes Lebensgefühl der jüngeren Generation, die vermeintlich zunehmend unbezahlten oder minderbezahlten Tätigkeiten in ungesicherten beruflichen Verhältnissen nachgehen müsse.

## Entstehung des Begriffs
Ausgangspunkt waren folgende Entwicklungen auf dem Arbeitsmarkt:
- Junge Akademiker überbrücken potentielle Lücken im Lebenslauf, indem sie eine Praktikantenstelle nach der anderen annehmen, obwohl sie eigentlich eine feste Anstellung suchen.
- Einige Unternehmen nutzen Praktikantenverträge zur Minderung des mit Neueinstellungen verbundenen Risikos, da sie bei Praktikantenverträgen die gesetzlichen Auflagen zum Kündigungsschutz und Tarifverträge nicht umverhandeln müssen.
- Manche Unternehmen missbrauchen hochqualifizierte Praktikanten und Hospitanten, beschäftigen sie unter- oder sogar unbezahlt, ohne Absicht, entsprechende Stellen im regulären Angestelltenverhältnis einzurichten.

Zum ersten Mal hatte der ZEIT-Autor Matthias Stolz Anfang 2005 einen ZEIT-Artikel mit Generation Praktikum überschrieben – in Anlehnung an ältere Begriffe wie Generation Golf oder Generation X, die ebenfalls für lebensprägende Trends einer bestimmten gesellschaftlichen Schicht junger Leute stehen und weniger für die gesamte Generation, der sie überwiegend angehören. Der Begriff Generation Praktikum erreichte bei der Wahl zum Wort des Jahres 2006 den zweiten Platz. Mittlerweile gibt es sogar ein Firmenranking nach Qualität der angebotenen Praktika. 2007 erschien das Buch Generation 1000 Euro der italienischen Autoren Alessandro Rimassa und Antonio Incorvaia. In dem Roman, der infolge eines Blogs der Autoren entstand, beschreiben Rimessa und Incorvaia einen Streik der Praktikanten, der die Wirtschaft Italiens lahmlegt.
Verminderte Chancen für den Berufseinstieg von in den siebziger Jahren geborenen Akademikern – namentlich bestimmter Fachrichtungen (in einigen Fächern wie Soziologie waren das längst Trends) – gelten mittlerweile für viele Hochschulabsolventen. Bezogen auf die ganze Generation sind sie zwar eine Minderheit, andererseits können sich junge Leute anderer gesellschaftlicher Schichten und auch anderer Generationen mit dem in sogenannter Eigendynamik geradezu positiv gefärbten Begriff identifizieren (BMFSFJ, S. 34).

## Job
(Junge) Akademiker definieren ihre Identität nach wie vor weitgehend über den eigenen Beruf. Sie haben die Ideale des Elternhauses der vorigen Generation der 1970er und 1980er Jahre und eine feste Anstellung als Voraussetzung eines gefestigten Lebens vor Augen. Mit weiterer Verschlechterung des deutschen Arbeitsmarkts Ende der 1990er Jahre verschärften sich die Bedingungen eines beruflichen Einstiegs auch für sehr viele Akademiker. Die Erwartungen von Eltern und Großeltern blieben dagegen unverändert.
Gefangen zwischen ihrer Idealvorstellung von Job und der vorgefundenen Realität, der finanziellen Not und der unsicheren bezahlten Tätigkeit fehlt ein Freiraum, eine eigene Identität/das eigene Ich jenseits von Arbeit zu entfalten. Damit unterscheiden sich die Kinder wesentlich von der Generation der in Wohlstandszeiten geprägten Eltern: Diese sehen die Schwierigkeiten ihrer Kinder, Anschluss an die Berufswelt zu finden, als Scheitern. Sie reagieren mit Scham und finanzieller Zuwendung (DGB-Jugend, S. 9).
Aufzeichnungen über das Ausmaß dieser Veränderungen fehlen. Viele Hochschulabgänger der Sozial- und Geisteswissenschaften befinden sich schon lange in einer prekären Lage. Hinzu kamen in der Generation Praktikum beispielsweise Architekten, die teils selbst mit mehreren Jahren Berufserfahrung keine Festanstellung finden, sondern sich von einem unterbezahlten, befristeten Arbeitsverhältnis zum nächsten hangeln. Bei (bestimmten) Ingenieuren erfolgt indes zu rund 90 Prozent gleich nach dem Studium eine reguläre Festanstellung.

## Hochschule

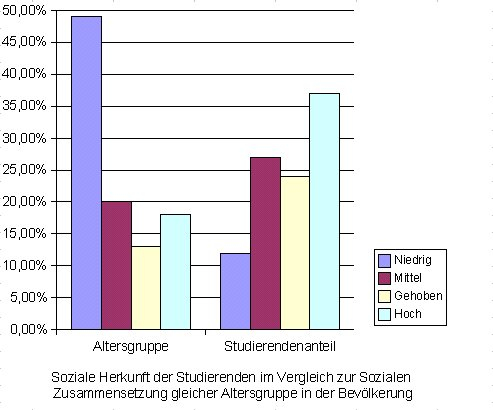
Struktur der sozialen Herkunft Studierender im Vergleich zu ihrer Altersgruppe

Die Verweildauer der Studierenden an Hochschulen hat zugenommen. Es gibt die Theorie einer prolongierten Adoleszenzphase, die lange vor der Realität des Erwerbslebens und den Bedingungen eines schlechten Arbeitsmarkts schützen würde. Die Schulzeit habe zu wenig auf das Erwerbsleben und die Alltagsanforderungen der Hochschule vorbereitet. Das Abitur stelle den Heranwachsenden unvorbereitet vor die Berufswahl. Dieses Hinauszögern setze sich während des Studiums fort.
Fast die Hälfte der Studenten scheitert Studien zufolge bereits im ersten Studienjahr oder wechselt die Studienrichtung. Diese Theorie erklärt die Gestaltung des Bildungswegs durch die Universitäten als eine Reaktion auf mögliche Defizite des Gymnasiums. Als Ergebnis mangelhafter Vorbereitung scheiden vier von zehn aus dem ursprünglich gewählten Fach aus. Jeder Vierte bricht das Studium endgültig ab.
Eventuelle Wartezeiten auf einen Studienplatz überbrücken bildende Maßnahmen, ein Freiwilliges Soziales Jahr, die Wehrpflicht oder der Zivildienst für Männer. Eine Minderheit absolviert schon in dieser Phase Praktika. In einigen Fällen werden diese zur beruflichen Orientierung genutzt. An einigen Universitäten ist ein Studium generale als zweisemestrige Orientierungsphase möglich.
Zudem sind lange Studienzeiten oft Folge der Furcht vor dem Fehlen passender Stellen im nicht-universitären Bereich. Andererseits hat die Bologna-Reform dazu geführt, dass durch die straffere Organisation der Studiengänge mit genaueren Verlaufsplänen und häufiger zu absolvierenden Prüfungen ein exzessives Hinauszögern des Abschlusses kaum mehr möglich ist und eher ein frühzeitiger Abbruch des Studiums erfolgt.

## Gewerkschaften
Eine Studie der FU Berlin im Auftrag der DGB-Jugend lieferte im Februar 2007 erstmals (nicht repräsentatives) Zahlenmaterial darüber, wie viele Hochschulabsolventen noch nach ihrem Studium ein Praktikum absolvieren. Befragt wurden 499 Absolventen aller Fachrichtungen der FU Berlin und der Uni Köln, deren Studienabschluss zum Zeitpunkt der Studie dreieinhalb Jahre zurücklag. Die Zahlen dieser Studie sind insofern kritisch zu sehen, weil lediglich zwei Hochschulstandorte und auch nur ein eingeschränktes Fächerspektrum Berücksichtigung fanden. Die Studie besagt, dass in den letzten zwei Jahren ein deutlicher Anstieg postgradueller Praktika stattfand. Gegenüber dem Absolventenjahrgang 2000 stieg der Anteil der Absolventen, die nach dem Studium noch ein Praktikum absolvieren, von 25 auf 41 %. Bei diesen Praktika, so die Autoren der Studien, handele es sich oftmals um ‚verdeckte reguläre Beschäftigung‘. Nur 32 % der Befragten gaben an, dass das Lernen bei den Praktika im Vordergrund stand. Steht die Arbeitsleistung, nicht das Lernen im Vordergrund, missachten die beschäftigenden Unternehmen gesetzliche Bestimmungen und die festgelegte Abgrenzung zwischen einem Arbeitsverhältnis und einem Praktikum. Grob unangemessen niedrige Vergütungen sind Ausbeutung, Missbrauch bzw. Selbstausbeutung.
Repräsentative Zahlen über die Gesamtzahl von Praktika in der Bundesrepublik lieferte eine Absolventstudie des Hochschul-Informations-System GmbH, die im Frühjahr 2007 vorlag: ihr gemäß sind Praktika nach dem Studium weder ein Massenphänomen noch ein Dauerproblem nach dem Studium. In seiner Schätzung geht der DGB jedoch von bundesweit etwa 400.000 Praktika-Absolventen aus. Trotz der angeblichen, unbefriedigenden Situation von „Dauerpraktikanten“ sind bislang nur wenige Entscheidungen von Arbeitsgerichten bekannt, in denen Praktikanten, deren Arbeitskraft langfristig nicht angemessen vergütet wird, für ihre Arbeitnehmerrechte eintraten. In der Klageschrift wird dabei eine Nachzahlung des Arbeitslohns sowie ein nachträgliches Arbeitszeugnis zum Gegenstand gemacht und als Grund der Klage das Bestehen eines Arbeitsverhältnisses genannt. Erkennt das Gericht auf Lohnwucher, gilt der geschlossene Praktikumsvertrag als nichtig. Es gibt keine Aufzeichnungen über Fälle von außergerichtlicher Einigung. Erstmals wurde 2004 ein Verein gegründet, der die Interessen von Praktikanten vertritt.
Die DGB-Jugend und der Verein Fair Work haben eine Petition beim Bundestag eingereicht, die vorsieht, Praktika und ähnliche Lernverhältnisse per Gesetz eindeutig von Arbeitsverhältnissen abzugrenzen, damit sie keine regulären Stellen ersetzen. Außerdem sollen Praktika zukünftig auf drei Monate begrenzt und mit mindestens 300 Euro pro Monat vergütet werden. Die Petition unterzeichneten über 60.000 Menschen.

## Motive
Die Motive der Praktikanten sind unterschiedlich. Sie reichen von Bemühungen Anschluss an die Arbeitswelt zu finden, Lücken im Lebenslauf zu schließen bis hin zu Unbedachtheit oder geringem Selbstbewusstsein. Dieser Prozess betrifft mittlerweile zunehmend auch Akademiker mit Berufserfahrung. Die Redakteurin des Magazins Karriere Dorothee Fricke rät Hochschulabsolventen von Praktika nach dem Studium ab, da sie dem Lebenslauf schaden würden. „Wer fertig ist mit dem Studium, sollte sich überlegen, was er tut“. Auch Unternehmen, die Praktikanten zu schlechten Konditionen einstellen, würden sich ins  eigene Fleisch schneiden: „Potenzielle Bewerber mit schlechten Praktikums-Bedingungen dauerhaft zu vergrätzen“ sei „keine gute Strategie.“

## Wirtschaft
Einige Arbeitgeber rechtfertigen eine dauerhafte Einstellung von Praktikanten mit einem ihrer Meinung nach inflexiblen Arbeitsmarkt. Die Bestimmungen des Kündigungsschutzes verhindere, dass Unternehmen kurzfristig bei Bedarf Arbeitskräfte einstellen und nach einiger Zeit wieder entlassen können. Bei Praktikanten sei dies möglich.
Der Wirtschaftswissenschaftler und Personalfachmann Christian Scholz der Universität Saarbrücken sieht für Unternehmen die Dauerpraktikanten einstellen langfristig Nachteile, da Praktikanten Einarbeitungsphasen benötigen, die die Ressourcen der fest angestellten Mitarbeiter abziehen. Diese Ressourcen stehen für andere Aufgaben nicht mehr zur Verfügung. Langfristig sinkt die Motivation der Mitarbeiter, da immer wieder neue Praktikanten eingewiesen werden müssen.

## Politik
Das Bundesarbeitsministerium unter Ursula von der Leyen stellt in einem Gesetzesentwurf im Frühjahr 2010 das aus Praktika erwachsende Vorrecht auf eine feste Anstellung zur Disposition und erlaubt im Falle der Übernahme eines Praktikanten dessen bis zu zwei Jahre befristete Einstellung.
Als erstes Bundesland hat Berlin eine verbindliche Regelung zum Einsatz von Praktikantinnen und Praktikanten in der Berliner Verwaltung und in Landesunternehmen beschlossen.

## Kritik
Ein Kritikpunkt am Schlagwort „Generation Praktikum“ ist, dass verlässliche Daten fehlen. Die 2004 im Rahmen des Absolventenpanels der Hochschul-Informations-System GmbH veröffentlichten Studien zeigen keinen signifikanten Anstieg von Praktika von Hochschulabsolventen vor dem Berufseinstieg. Nachfolgende Veröffentlichungen, die sich u. a. mit der Qualität der absolvierten Praktika beschäftigten, stellen heraus, dass Praktikanten vermehrt Positives über ihre Praktikumszeit berichten und bezeichnen ‚Praktikumskarrieren‘ als Randerscheinungen. Dennoch bestehen Praktikumsverhältnisse, die zu Unzufriedenheit führen (sei es beispielsweise durch die mangelnde Einhaltung von Praktikumsplänen seitens des Arbeitgebers, nicht vorhandene Betreuung im Betrieb oder Unterforderung hinsichtlich der Aufgaben) und dadurch als Ausbeutung, bzw. Ersatz für günstige Hilfskräfte empfunden werden.
Ein weiterer Kritikpunkt ist, dass in den Medien oft der Anschein erweckt wird, dieses Phänomen sei ein mehrheitliches. Es betrifft jedoch hauptsächlich Absolventen bestimmter Studiengänge wie den Kultur- und Sozialwissenschaften. Wirtschaftsstudiengänge, Juristen, Ingenieursstudiengänge und Naturwissenschaften sind weniger betroffen. Das wird in den wenigsten Presseberichten deutlich. Möglicher Grund ist, dass gerade Verlagswesen, Presse, Rundfunk und Fernsehen besonders praktikumsintensive Branchen sind, dass also gerade die, die berichten, auch betroffen sind.

## Situation in Italien
Auch in Italien ist das Phänomen „Generation Praktikum“ – dort „Generazione 1000“ („1000-Euro-Generation“) genannt – in eine durchaus sozial relevante, wenngleich öffentlich noch nicht ausdebattierte Dimension gewachsen. Dabei sind nicht nur die Zahl und die Bedeutung der Praktika und Stages in Unternehmungen auffallend, sondern insbesondere die Praktika bei Freiberuflern (Rechtsanwälte, Wirtschaftsprüfer, Notare, Architekten usw.) unter die kritische Lupe geraten. Junge Studienabsolventen sind nämlich nach dem Studienabschluss zu einem solchen Praktikum unter der Obhut eines eingetragenen Freiberuflers verpflichtet, mit Dauer 2 bis 3 Jahre in der Regel, um danach erst zur endgültigen Berufsbefähigungsprüfung antreten zu dürfen. Kritisiert wird dabei nicht nur wie bei Firmenpraktika das Abhängigkeitsverhältnis, die geringe Entlohnung und soziale Absicherung der Praktikanten, sondern auch die Schaffung von Berufszutrittsbarrieren zu Lasten dieser jungen potentiellen Konkurrenz. Die diesbezüglichen Gesetze sind nicht nur vom italienischen Parlament verabschiedet worden, in dem Freiberufler, insbesondere Rechtsanwälte, deutlich überrepräsentiert sind, sondern sie geben dazu noch den Vorständen der Berufskammern die Möglichkeit die Praktika zu reglementieren und zu kontrollieren. Dies kann zu einer exzessiven Abschottung von Berufsbildern zu Kasten führen (in Italienisch casta, wird besonders bei Notaren kritisiert), in der italienweit wenige Ausschüsse den Zugang zum eigenen freien Beruf reglementieren und demnach indirekt das Zusammenspiel von Angebot und Nachfrage, sowie die Preisbildung und auch Qualität der Dienstleistungen beeinflussen. In der Regel einmal auf der anderen Seite der Barrikade fügen sich Praktikanten-Freiberufler dem rigiden System und nutzen es verständlicherweise ab dann zu ihren Gunsten aus. Dies ist auch kein Wunder, denn bis mindestens zum 30. Lebensjahr lebt man in der Regel prekär wie ein Student und wohnt oft noch im „Hotel Mama“.
Außerdem sind viele Jugendliche in Zeitarbeit, Projektarbeit und befristeten Ausbildungsverträgen beschäftigt (die Duale Ausbildung gibt es nur in Südtirol).

## Situation in Österreich
In Österreich absolvieren mehr als die Hälfte (59 %) der Hochschulabsolventen nach Ausbildungsende ein oder mehrere Praktika (42 % absolvieren ein Praktikum; 14 % sogar zwei und 3 % weitere). Das ergab eine  von der „Plattform Generation Praktikum“ durchgeführte Studie, bei der 288 Online-Fragebögen, ausgefüllt von Studentinnen und Studenten verschiedenster Fachrichtungen, ausgewertet wurden. Ein Drittel der Praktika ist demnach unbezahlt, insgesamt 40 % befragten Personen verdienten zwischen 100 und 700 Euro pro Monat, ein Viertel verdiente mehr als 700 Euro im Monat.

## Situation in der Schweiz
Eine von 1991 bis 2005 vom „Schweizerischen Bundesamt für Statistik“ durchgeführte Studie kam zu dem Ergebnis, dass sich bei den Schweizer Universitätsabsolventen seit den 1990er-Jahren keine „Generation Praktikum“ entwickelt habe.
Die Entwicklung der Praktikantenquote zum Zeitpunkt ein Jahr nach Studienabschluss lässt über die letzten 15 Jahre keinen Trend erkennen. Wie eine Untersuchung der Hochschulabsolventenbefragungen des „Schweizerischen Bundesamtes für Statistik“ zeigt, schwanken die Anteilswerte bei den erwerbstätigen Universitätsabsolventen im Beobachtungszeitraum zwischen 1991 und 2005 zwischen 11 und 15 %. Indessen lagen diese Werte bei den Fachhochschulabsolventen stets unterhalb der 5-Prozentmarke. Die Praktikantenanteile der Frauen liegen im Durchschnitt 4,7 % über denjenigen der Männer.
Im Vergleich zu den Universitätsabsolventen haben sich die Praktikantenanteile bei den Fachhochschuldiplomierten seit 2001 auf einem relativ tiefen Niveau eingependelt und sind seither nicht mehr über die 2-Prozentmarke gestiegen. Praktikum ist jedoch nicht gleich Praktikum, da die Praktikumsphase bei einzelnen Fachbereichen ein integrierter Bestandteil einer weiterführenden Ausbildung ist. Dies gilt vor allem für die Rechtswissenschaften. Betrachtet man die Praktikantenanteile bei den Universitätsabsolventen ohne Rechtswissenschaften, reduzieren sich die Werte pro Prüfungsjahrgang um beinahe die Hälfte und liegen zwischen 5,7 und 8,1 %.

## Situation in Griechenland
Eine analoge Entwicklung scheint die „700-Euro-Generation“ in Griechenland zu sein. Die schweren Ausschreitungen von Jugendlichen in Athen und Thessaloniki im Dezember 2008 werden mit den Problemen dieser griechischen „Generation Praktikum“ in Zusammenhang gebracht. Dabei ähnelt die Situation zum Beispiel jener der griechischen Akademiker sowie ihrer Kollegen in anderen bereits genannten Ländern: Geringes Einkommen, wenig Aussicht auf eine sichere Zukunft. 22,7 % der 16- bis 24-jährigen Griechen leben unterhalb der Armutsgrenze. Insgesamt leben knapp 13 % der arbeitenden Bevölkerung Griechenlands unterhalb der Armutsgrenze.

## Belletristik
Literarisch erscheint der Begriff Generation Praktikum in dem Roman wir schlafen nicht von Kathrin Röggla (2004). Die Roman-Dokumentation Die Lebenspraktikanten (2006) von Nikola Richter setzt sich mit den Auswirkungen des Praktikantentums auf das Leben sieben typisierter Figuren auseinander. 2008 veröffentlichte Boris Fust seinen „Praktikanten-Roman“ Zwölf Stunden sind kein Tag. Sebastian Christ erzählt ebenfalls vom Leben als Praktikant in … und wünschen Ihnen für die Zukunft alles Gute! (2009).